# Tằng Loỏng
Tằng Loỏng là một thị trấn thuộc huyện Bảo Thắng, tỉnh Lào Cai, Việt Nam.

## Địa lý
Thị trấn Tằng Loỏng nằm ở phía nam huyện Bảo Thắng, có vị trí địa lý:
- Phía đông giáp xã Sơn Hà
- Phía tây giáp thị xã Sa Pa
- Phía nam giáp xã Phú Nhuận
- Phía bắc giáp các xã Gia Phú, Sơn Hải và Xuân Giao.

Thị trấn Tằng Loỏng có diện tích 36,12 km², dân số năm 2019 là 6.947 người, mật độ dân số đạt 192 người/km².
Thị trấn Tằng Loỏng có tỉnh lộ 151 đi qua địa bàn, thị trấn cũng là nơi khởi nguồn của suối Trát.

## Hành chính
Thị trấn Tằng Loỏng được chia thành 7 thôn và 7 tổ dân phố.

## Lịch sử
Thị trấn Tằng Loỏng được thành lập vào ngày 11 tháng 1 năm 1986 trên cơ sở toàn bộ diện tích và dân số của xã Tằng Loỏng.
Ngày 7 tháng 5 năm 2014, UBND tỉnh Lào Cai ban hành Quyết định số 1225/QĐ-UBND về việc:
- Đổi tên thôn Cống Bản thành tổ dân phố Cống Bản.
- Đổi tên thôn Rừng Sặt thành tổ dân phố Rừng Sặt.

Đến năm 2019, thị trấn Tằng Loỏng có diện tích 33,62 km², dân số là khoảng 4.659 người, mật độ dân số đạt 139 người/km², có 4 phố: 1, 2, 3, 4 và 12 thôn: Tân Thắng, Lý Sơn, Khe Khoang, Thái Bình, Khe Chom, Rừng Sặt, Mã Ngan, Cống Bản, Trát 1, Trát 2, Tằng Loỏng 1, Tằng Loỏng 2.
Ngày 11 tháng 2 năm 2020, Ủy ban Thường vụ Quốc hội ban hành Nghị quyết số 896/NQ-UBTVQH14 về việc sắp xếp các đơn vị hành chính cấp huyện, cấp xã thuộc tỉnh Lào Cai (nghị quyết có hiệu lực từ ngày 1 tháng 3 năm 2020). Theo đó, điều chỉnh 2,50 km² diện tích tự nhiên và 2.288 người thuộc 3 thôn: Hợp Xuân 1, Hợp Xuân 2, Cù 1 của xã Xuân Giao vào thị trấn Tằng Loỏng.
Sau khi điều chỉnh, thị trấn Tằng Loỏng có diện tích 36,12 km², dân số là 6.947 người.